# Чоботаренко Корнелій
Корнелій Чоботаренко (Чеботаренко) (*18?? — † 1922) — український військовий діяч, дипломат. Полковник. Генеральний консул України в Румунії

## Життєпис
У 1915 році — Підпоручик 270-го піхотного Гатчинського полку.
16.01.1916 р. — пожалований за відмінно-старанну службу і працю, понесені під час військових дій.
У 1917 р на військовому з'їзді Чеботаренко був обраний комісаром Румунського фронту, а після відходу військ з Румунії залишився в цій країні.
У 1917 році — очолив Генеральний Комісаріат України в Румунії.
Голова Ради міністрів Української Держави Федір Лизогуб призначив його офіційним представником Військового міністерства і виконуючим обов'язки Генерального консула України в Румунії.
У літку 1918 році — радник Надзвичайної дипломатичної місії Української Держави у військових справах. 29 серпня 1918 року він склав доповідну записку на ім'я міністра МЗС України, у якій виходячи з необхідності становлення тісних торговельно-економічних стосунків з Румунією запропонував відкрити декілька консульств. Три у Валахії — Генеральне консульство в Бухаресті, консульство в Галаці й віце-консульство в Суліні; п'ять у Молдові (включаючи й Бессарабію) — консульство в Яссах і віце-консульство в Дорогої, консульство в Кишиневі, а у Бєльцях й Акермані — віце-консульства. Наявність такої розгалуженої мережі консульських установ давало б можливість встановити ще тісніші торговельно-економічні відносини з Румунією.
З червня по листопад 1918 року — очолював Генеральне консульство України в Румунії.
У листопаді 1918 новий кабінет Сергія Гербеля ухвалив рішення замінити всіх керівників комісаріатів. Однак К. Чеботаренко скаржиться на це рішення, стверджуючи, що не отримував офіційного документу про своє звільнення від Військового міністерства Української Держави, представником якого був. На його місце було призначено Павла Невадовського, який напередодні прибув до Румунії як генеральний секретар дипломатичної місії України на чолі з генералом Володиславом Дашкевичем-Горбацьким.
У 1920—1921 жив у Відні, де і помер від галопуючого туберкульозу.